# Цькування хижаками
Цькування хижаками (лат. damnatio ad bestias) — кривава форма страти чи тортур. Користувалася величезною популярністю в більшості країн, завдяки своєму видовищу. Глядачі отримували величезну садистську насолоду, бачивши, як беззахисних, часто прив'язаних, засуджених роздирають ікла і кігті хижаків. Оскільки у всі часи основну частину таких глядачів складали чоловіки, то природно, що особливою шаною як жертви, користувалися красиві молоді жінки.

Величезного поширення вона набула за часів Римської імперії, коли на аренах нацьковували хижаків на рабинь і полонянок зі скорених народів. От як описує Йосип Флавій розправу імператора Тита над жителями переможеної Юдеї: 
|  | «Проти полонених були випущені африканські леви, індійські слони, німецькі зубри. Приречені на смерть люди — одні були одягнені в святкові сукні, інших примусили накинути молитовні плащі — білі з чорною облямівкою і блакитними китицями, — і було приємно дивитися, як вони забарвлювалися в червоний колір. Молодих жінок і дівчат виганяли на арену голими, щоб глядачі могли спостерігати за грою їх м'язів в хвилини смерті». |

З непідготованих засужених на страту, який виставляли проти хижаків, пізніше розвинувся окремий тип гладіаторів — бестіарії.
Не краще поступив з християнами Нерон, що оголосив їх винними в підпалі Риму. Його садистським смакам відповідало наступне видовище: найкрасивіших жінок ґвалтували, потім прив'язували їх до стовпів, іноді залишаючи їм одну або обидві руки вільними і випускали на них тигрів і левів. Імператор отримував величезне задоволення, дивлячись, як незважаючи на їх жалюгідний опір, звір розриває прекрасне тіло на частини. Від Нерона пішов відомий афоризм: «Християн — до левів!»
У тих країнах, де водилися крокодили або була можливість їх привозити, цих тварин також використовувалися для подібних страт. Катів вельми влаштовував той факт, що крокодил далеко не відразу нападав на жертву, довго спостерігаючи за нею з-під води і потім поволі підкрадаючись до неї по берегу. Таким чином, до страждань жертви додавалося довге болісне очікування жахливого кінця.
Коли подорожчала худоба, якою відгодовували диких звірів для гладіаторських видовищ, Калігула велів годувати звірів злочинцями з в'язниць, не розбираючи міри їх провини.
Схоже «розважався» московський цар Іван Грозний. Один з його улюблених видів страти — зашити засудженого у ведмедячу шкуру (називалося це «обшити медведно») і потім зацькувати собаками. Так був страчений новгородський єпископ Леонід. Іноді на людей нацьковували ведмедів (природно, в цьому випадку їх не «обшивали медведно»).
Цькування хижаками не завжди використовувалася як страта, застосовували її і як форму варварських тортур. Так, нерідко допитуваних замикали і поміщали в двір, куди випускали диких звірів. Хоча клітка і захищала людину від хижаків, але жах, що вселяється ними був настільки великий, що в'язень зізнавався в будь-яких злочинах, які йому ставили.
Часто, як тортури, до зв'язаного допитуваного наближалися, тримаючи на повідці звіра і загроза випустити хижака примушувала підкорятися.
Аналогічною формою допиту була прив'язка в'язня до стовпа, коли навколо нього розташовували хижаків на ланцюгах, довжина яких була розрахована так, щоб зуби і кігті не могли дістати людини, але були в безпосередній близькості від нього.
Природно, що великі хижаки були достатньо дорогими і, з часом, ставали доступними все більш вузькому колу високопоставлених осіб. Проте аж до скасування кріпацтва в Росії, і трохи коротший термін в європейських країнах поміщики цькували собаками, що містилися у величезній кількості в їх мисливських угіддях, всякого, що потривожив їх спокій. Так, після захоплення Льєжа Карл Сміливий наказував виводити красивих городян голими в ліс, даючи їм тільки густу гілку, яку ті тримали перед собою і влаштовував на них псове полювання. Хоча в більшості випадків все закінчувалося зґвалтуванням, іноді навіть до взаємного задоволення, але деякі жінки все ж таки не уникнули іклів розлючених псів.
У наш час цькували собаками в'язнів в нацистських і сталінських концтаборах. Деякі в'язні Треблінки, що вижили, розповідали, як есесовці спускали на них собак або тримали їх на повідці під час допитів.
Окремі випадки цькування хижаками трапляються і в XXI столітті.